# Luz Cipriota
Luz Cipriota (Buenos Aires, 6 de setembro de 1985) é uma atriz e modelo argentina. Se destacou na televisão argentina atuando como  Verónica Cabañas em Herencia de amor.

## Carreira
Cipriota começou sua carreira como atriz no cinema em 2006 protagonizando o filme Déficit, dirigida por Gael García Bernal no México. No mesmo ano trabalhou na televisão personificando Clara na telenovela El refugio, posteriormente participou de programas como Reinas Magas, Casi ángeles y Valentino, el argentino.
Em 2009 protagonizou a telenovela Herencia de amor, na qual interpretava a Verónica Cabañas.
Um ano mais tarde participou do Decisiones de vida. Em 2012, o canal RAI a convocou para formar parte da segunda temporada da minissérie italiana Terra ribelle. Durante esse ano e até 2013 formou parte do elenco da telenovela Sos mi hombre. Em julho desse mesmo ano realizou uma participação especial na telecomedia Los vecinos en guerra.
Seu debut no cinema se produziu no ano de 2006 quando protagonizou Déficit, no primeiro filme dirigido por Gael García Bernal. Posteriormente se desempenhou em filmes como No Polo Widow de Blake Mycoskie, Histórias de Amor Duram Apenas 90 Minutos de Paulo Halm, Desmadre de  Jazmín Stuart e Naturaleza muerta de Gabriel Grieco.
Em 2014 protagonizou junto com Mariano Torre a minissérie "Coma" en la TV Pública, nesse mesmo ano tem uma participação em Tu cara me suena 2. Em 2015 interpretou "Jessi" em Socios por Accidente 2. Em 2016, interpretou tanto a Tamara na série Soy Luna como a Altea en la serie 2091, nesse mesmo ano atuou no filme Italiano Onda Su Onda onde protagonizou junto a Alessandro Gassmann e Rocco Papaleo falando no idioma italiano. Em 2017, Cipriota interpretou Bianca, a namorada de Paulina (Inés Estévez) no unitario do Canal 13, El Maestro.

## Filmografia

### Cinema
| Cinema | Cinema                                    | Cinema           | Cinema                        |
| Ano    | Filme                                     | Personagem       | Diretor                       |
| ------ | ----------------------------------------- | ---------------- | ----------------------------- |
| 2006   | Déficit                                   | Dolores          | Gael García Bernal            |
| 2007   | No Polo Widow                             | Alicia           | Blake Mycoskie                |
| 2008   | Histórias de Amor Duram Apenas 90 Minutos | Carol            | Paulo Halm                    |
| 2008   | Música en espera                          | Mujer film       | Hernán Goldfrid               |
| 2011   | Desmadre                                  | Olimpia          | Juan Pablo Martínez           |
| 2014   | Naturaleza Muerta                         | Jazmín           | Gabriel Grieco                |
| 2015   | Socios por accidente 2                    | Gerda Lenzlinger | Nicanor Loreti y Fabián Forte |
| 2016   | Onda su onda                              | Gilda Mandarino  | Rocco Papaleo                 |
| 2017   | Love Film Festival                        | Luz              | Manuela Dias                  |

### Televisão
| Ano       | Produção                | Personagem                     | Canal                    | País                 |
| --------- | ----------------------- | ------------------------------ | ------------------------ | -------------------- |
| 2005      | Conflitos en red        | Juana                          | Telefe                   | Argentina            |
| 2005      | Hombres de honor        | Felicitas Matienzo             | El Trece                 | Argentina            |
| 2006      | El refugio              | Clara Mendiazaval 'clarita'    | El Trece                 | Argentina            |
| 2006-2007 | Reinas Magas            | Gala                           | El Trece                 | Argentina            |
| 2007      | Casi ángeles            | Brenda Azúcar                  | Telefe                   | Argentina            |
| 2008      | Valentino, el argentino | Anahi                          | El Trece/ RCN Televisión | Argentina · Colômbia |
| 2009-2010 | Herencia de amor        | Verónica Cabañas               | Telefe                   | Argentina            |
| 2011      | Decisiones de vida      | Virginia                       | Canal 9                  | Argentina            |
| 2012      | Terra ribelle 2         | isabella Puccini               | RAI 1                    | Itália               |
| 2012-2013 | Sos mi hombre           | Eva Catalina Ochoa             | El Trece                 | Argentina            |
| 2013      | Los vecinos en guerra   | Ana Rodríguez                  | Telefe                   | Argentina            |
| 2014      | Tu cara me suena        | Thalía                         | Telefe                   | Argentina            |
| 2014      | Coma                    | Aurora Doval                   | Antena 3                 | Espanha              |
| 2015-2016 | ¿Quién es quién?        | Madison 'Maddie Rámison' López | Telemundo                | Estados Unidos       |
| 2016-2017 | Soy Luna                | Tamara Ríos                    | Disney Channel           | Argentina            |
| 2016      | 2091                    | Althea Morales                 | FOX                      | Colômbia             |
| 2017      | El maestro              | Bianca                         | El Trece                 | Argentina            |
| 2018      | Las chicas del cable    |                                | Netflix                  | Espanha              |

### Videoclips
| Año  | Videoclip           | Artista           | Director     |
| ---- | ------------------- | ----------------- | ------------ |
| 2010 | «Nueva farándula»   | Walter Domínguez  | Pablo Bustos |
| 2011 | «Corré»             | Patricio Arellano | Andrés Arbit |
| 2012 | «Ella ya me olvidó» | Walter Zeinal     | Pablo Bustos |

## Teatro
| 2007 | El Burdel de París                    |
| 2008 | Reinas Magas y el imán de los cuentos |
| 2011 | Alegreto                              |
| 2012 | Frustrados En Baires                  |
| 2013 | Más de 100 Mentiras                   |
| 2014 | Pegados, el musical                   |
| 2014 | Primeras damas                        |